# Kartjaghbjur (vattendrag)
Kartjaghbjur (armeniska: Կարճաղբյուր) är ett vattendrag i Armenien. Det ligger i den centrala delen av landet, 90 kilometer öster om huvudstaden Jerevan. Kartjaghbjur ligger vid Sevansjön.
Trakten runt Kartjaghbjur består i huvudsak av gräsmarker. Runt Kartjaghbjur är det ganska tätbefolkat, med 72 invånare per kvadratkilometer.